# Polygenis adelus
Polygenis adelus är en loppart som först beskrevs av Jordan et Rothschild 1923.  Polygenis adelus ingår i släktet Polygenis och familjen Rhopalopsyllidae. Inga underarter finns listade i Catalogue of Life.